# Марченко, Евстафий Иванович
Евстафий Иванович Марченко (21 сентября 1907, Мошны, Черкасский уезд, Киевская губерния, Российская империя — 19 июля 1944, 1-й Белорусский фронт) — советский военачальник, полковник (1942), участник Гражданской, Советско-финляндской и Великой Отечественной войн.

## Биография
Родился в 1907г. в м. Мошны Киевской области Российской империи. Его родителей убили кулаки. С 1919 -1921 г. был воспитанником ЧК г. Черкассы. Во время Гражданской войны служил в отряде ВЧК по борьбе с бандитизмом в Черкассы.
С 1929 года служил в Рабоче-крестьянской Красной армии. В 1929 году служил в 18-м Житковичском пограничном отряде войск НКВД в Белоруссии, красноармеец.  1930 г. - помощник начальника заставы. 1931 г. - начальник пограничной заставы. 1932 г. - помощник начальника школы младшего начсостава, 15 пограничный отряд. 1935г - помощник командира 140-го отдельного дивизиона войск НКВД. В 1938 году окончил Высшую пограничную ордена Ленина школу войск НКВД. Военный комиссар 10 пограничного отряда НКВД. 1939 г - Военный комиссар 13-го правительственного полка войск НКВД Ленинградского военного округа.
В 1939—1940 годах в составе 13-го мотострелкового полка войск НКВД участвовал в Советско- финляндской войне.
В начале Великой Отечественной войны он занимал должность начальника политотдела 21-й дивизии войск НКВД. С августа 1941 года, когда была сформирована 1-я пограничная дивизия войск НКВД, он был назначен начальником политотдела. В её составе он принимал участие в сражениях на реке Неве под Ленинградом. В ноябре 1941 года он занял должность военкома 265-й стрелковой дивизии, которая в составе Невской оперативной группы и 8-й армии Ленинградского фронта вела бои на «Невском пятачке».
В 1942 году дивизия в составе Волховского фронта вела оборону в районе Лодвы. С августа по октябрь 1942 года дивизия участвовала в Синявинской наступательной операции. 5 ноября 1942 года Марченко временно был назначен командиром 11-й стрелковой дивизией. Во время операции «Искра» был отстранен от командования и находился в должности заместителя командира 11-й стрелковой дивизии и с ней сражался в составе 2-й ударной армии на Волховском и Ленинградском фронтах. В составе дивизии участвовал в обороне Шлиссельбурга.
После окончания в апреле 1944 года Высшей военной академии им. К. Е. Ворошилова, он был направлен на 1-й Белорусский фронт и в мае 1944 года был назначен заместителем командира 38-й гвардейской Лозовской стрелковой дивизии. Затем в составе 70-й армии участвовал в Белорусской и Люблин-Брестской наступательных операциях.
Был три раза контужен. Погиб  при наступлении 19 июля 1944 года, подорвавшись на мине. Похоронен на Украине в Волынской области, в Старовыжевском районе, посёлок Старая Выжевка. 

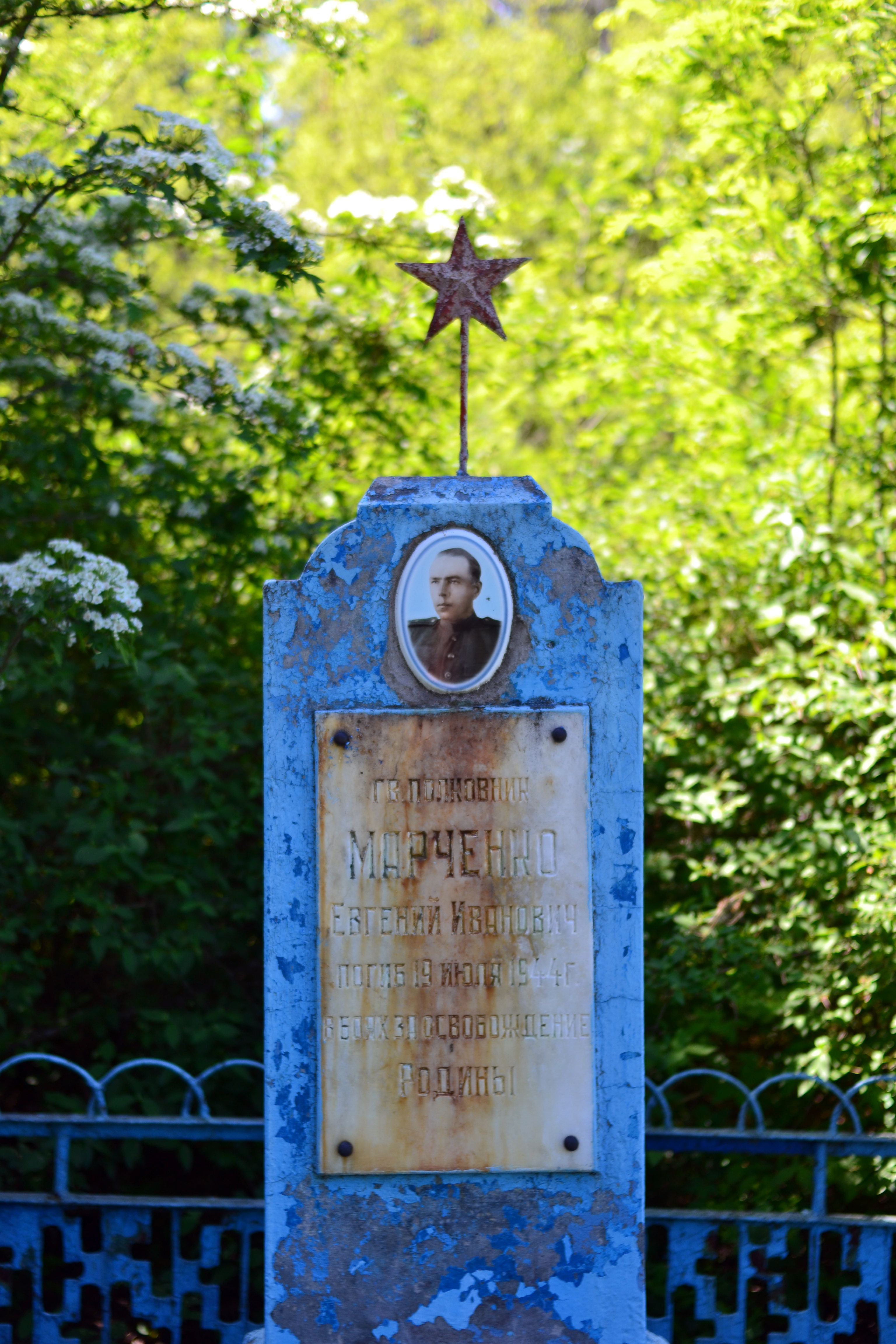
Могила Марченко Е.И. в посёлоке Старая Выжевка

## Семья
Жена: Марченко (Борисова) Ефросинья Кирилловна (1903—1999).
- Сыновья — Марченко Анатолий Евстафьевич (род. 1932), инженер; Марченко Валентин Евстафьевич (1937—1995), инженер.
- Внуки —Марченко Алла Валентиновна (род. 1971), доктор физико-математических наук, профессор, Марченко Сергей Анатольевич (род. 1955), инженер; Марченко Евгений Валентинович (род. 1960), подводник, майор.
- Правнуки — Штукерт (Марченко) Алексей Евгеньевич, Марченко Наталья Сергеевна. Проживают в Санкт-Петербурге.

## Награды
- Орден Отечественной войны I степени (посмертно)
- Медаль «За оборону Ленинграда»